# فردیناند مایندینگ
ارنست فردیناند آدولف مایندینگ (به انگلیسی: Ernst Ferdinand Adolf Minding)، (به روسی: Фердинанд Готлибович Миндинг)؛ (زادهٔ :۱۱ ژانویه ۱۸۰۶-درگذشتهٔ: ۱۳ مه ۱۸۸۵) ریاضیدانی آلمانی-روسی بود که به دلیل فعالیتش در هندسه دیفرانسیل شناخته شده‌است. وی ادامه دهندهٔ مبحث هندسه دیفرانسیل سطوح کارل فردریش گاوس بود.